# 新场乡 (资阳市)
新场乡，是中华人民共和国四川省资阳市雁江区曾经下辖的一个乡。2019年12月，撤销新场乡，将其所属行政区域划归丹山镇管辖。

## 行政区划
新场乡撤销前下辖以下地区：
团林坝社区、两河村、楠木村、宝庆村、长兴村、李桥家村、谢家桥村、新街村、双石桥村、巡泗桥村、平桥村、油草堰村、肖家沟村、皂角村、莫家坟村、公正村和万福庵村。